# Новик, Леонид Владимирович
Леонид Владимирович Новик (укр. Леонід Володимирович Новік; 20 сентября 1984, Крапивня — 10 мая 2024, Макеевка) — украинский военнослужащий, солдат, участник российско-украинской войны. Герой Украины (2025, посмертно).

## Биография
Родился 20 сентября 1984 года в селе Крапивня Житомирской области. Служил в 4-й бригаде оперативного назначения Национальной гвардии Украины «Рубеж». Погиб 10 мая 2024 года в районе населённого пункта Макеевка Сватовского района Луганской области.

## Награды
- Звание «Герой Украины» с удостоением ордена «Золотая Звезда» (26 февраля 2025, посмертно) — за личное мужество и героизм, проявленные в защите государственного суверенитета и территориальной целостности Украины, верность военной присяге[2].